# Біла троянда (фільм)
«Біла троянда» — радянський художній фільм-драма 1943 року, знятий режисером Юхимом Ароном на Центральній Об'єднаній кіностудії.

## Сюжет
Сюжет розповідає про кохання молодої колгоспниці і пораненого офіцера. Гарна дівчина, Сабіра, виділила Джакпана з трьох джигітів, що змагалися. Але Джакпан — фронтовик і боїться тільки одного, що, загинувши, розіб'є серце красуні, і тому приховує від коханої свої почуття.

## У ролях
- Шакен Айманов — Джакпан, фронтовик
- Нурсулу Тапалова — Сабіра
- Серке Кожамкулов — епізод
- Аміна Умурзакова — епізод
- Даріга Тналіна — епізод

## Знімальна група
- Режисер — Юхим Арон
- Сценаристи — Валентин Морозов, Кабиш Сіранов
- Оператор — Федір Фірсов
- Композитор — Оскар Сандлер
- Художники — Павло Зальцман, Моїсей Левін